# Лихиновые (порядок)
Лихиновые (лат. Lichinales) — порядок грибов, входящий в класс Лихиномицеты.

## Описание
Таллом накипной, реже карликово-кустистый. Анатомическое строение таллома либо гетеро-, либо гомеомерное, фотобионт — цианобактерия. Апотеции леканоровые или лецидиевые, поверхностные или погруженные в слоевище. Парафизы простые. Сумки содержат от 8 до 48 спор. Споры бесцветные, одноклеточные, реже поперечно дву- до четырёхклеточных, шаровидные до продолговатых, с тонкой оболочкой.

## Распространение
Представители порядка поселяются на камнях, реже на почве в трещинах валунов и скал. Распространены преимущественно в регионах с засушливым климатом.

## Классификация
Согласно базе данных Catalogue of Life порядок объединяет следующие семейства:
- Gloeoheppiaceae Henssen, 1995 — Глеохеппиевые
- Lichinaceae Nyl., 1854 — Лихиновые
- Peltulaceae Büdel, 1986 — Пельтуловые